# نبرد پاوه
نبرد پاوه،نبردی است که در طی شورش ۱۳۵۹–۱۳۵۷ کُردها در ایران، از ۲۳ تا ۲۸ مرداد ۱۳۵۸ رخ داد. در این نبرد چند هزار نفر از نیروهای کُرد احزاب کومله و دموکرات به شهر پاوه حمله کرده و کوشیدند تا آنجا را تصرف کنند. در مقابل، چند صد نفر از نیروهای ژاندارمری، ارتش و سپاه پاسداران انقلاب اسلامی از شهر دفاع کردند و برای تقویت دفاع شهر، حدود هشتاد نفر از نیروهای سپاه تحت فرماندهی علی‌اصغر وصالی به مدافعان پیوستند. 
تا روز ۲۸ مرداد، برتری با احزاب کُرد بود و آن‌ها توانستند کم و بیش همه‌ی شهر به جز پاسگاه ژاندارمری و پادگان سپاه را تصرف کنند. پس از تلاش‌های ولی‌الله فلاحی، فرمانده نیروی زمینی ارتش جمهوری اسلامی ایران و مصطفی چمران نماینده دولت موقت، برای حفظ شهر و در ادامه با سرپیچی خلبان علی اکبر شیرودی از فرمان بنی صدر (مبنی بر اینکه هوانیروز و حق دخالت در این نبرد را ندارد) محاصره شکسته شد. شیرودی طی تماس تلفنی به سید احمد خمینی اطلاع داد که می‌خواهد به کمک نیروهای ایران در پاوه برود و به همراه دیگر خلبانان هوافضا از جمله احمد کشوری به پرواز در‌آمدند، و توانستند محاصره پاوِه را بشکنند و مناطق تصرف شده را بازپس بگیرند. طبق خاطرات مریم کاظم زاده، عکاس جنگ و همسر علی اصغر وصالی (فرمانده دستمال سرخ ها) که به همراه همسرش، ولی الله فلاحی و مصطفی چمران در پاوه محاصره شده بودند، وصالی بعد از شنیدن صدای هلیکوپتر که به کُمکشان آمده بود، بلند فریاد زد: «اکبر آمد» و منظورش از اکبر، علی اکبر شیرودی بود.

## نبرد پاوه در سینما و تلویزیون

### فیلم چ
فیلم«چ» محصول سال ۱۳۹۲و به کارگردانی ابراهیم حاتمی‌کیا می‌باشد. این فیلم داستان دو روز از زندگی مصطفی چمران را در خلال نبرد پاوه به تصویر می‌کشد.

### سریال سیمرغ
مجموعه تلویزیونی سیمرغ، به کارگردانی حسین قاسمی جامی، محصول سال ۱۳۷۱ شبکهٔ ۱ سیمای جمهوری اسلامی ایران است. این سریال راوی زندگی دو تن از خلبانان هوانیروز ارتش جمهوری اسلامی ایران یعنی احمد کشوری و علی‌اکبر شیرودی است. در یکی از قسمت‌های این سریال مشارکت هوانیروز در نبرد پاوه روایت می‌شود.